# Društvo za opazovanje in proučevanje ptic Slovenije
Društvo za opazovanje in proučevanje ptic Slovenije (kratica: DOPPS) je verjetno največja in ena najstarejših nevladnih naravovarstvenih organizacij v Sloveniji. Ustanovljeno je bilo leta 1979. Združuje ljubitelje ptic in narave po vsej Sloveniji. Leta 2001 so prejeli status društva, ki deluje v javnem interesu ohranjanja narave, leta 2009 pa status društva, ki deluje v javnem interesu na področju varstva okolja v Republiki Sloveniji.
Društvo šteje ca. 1000 članov in ima tri pisarne (centralno v Ljubljani in dve regionalni v Kopru in v Mariboru), v katerih dela 20 zaposlenih.
So polnopravni partner svetovne zveze za varstvo ptic BirdLife International, ki samo v Evropi združuje več kot 2 milijona članov. 

## Dejavnosti društva
Poslanstvo DOPPS je varovanje ptic in njihovih habitatov z raziskavami, naravovarstvenimi aktivnostmi, popularizacijo ornitologije, izdajateljsko in izobraževalno dejavnostjo ter sodelovanjem z drugimi nevladnimi in vladnimi organizacijami.
Društvo izdaja znanstveno revijo Acrocephalus, poljudnoznanstveno revijo Svet ptic ter monografije o varstvu in razširjenosti ptic v Sloveniji.

### Naravovarstvena dejavnost
- Projekti varstva ogroženih vrst ptic
- Upravljanje naravnega rezervata Škocjanski zatok
- Upravljanje naravnega rezervata Iški Morost na Ljubljanskem barju
- Upravljanje naravnega rezervata Ormoške lagune
- Interventno varstvo ptic

### Znanstvenoraziskovalna dejavnost
- Projekt Mednarodno pomembna območja za ptice (Important Bird Areas - IBA) v Sloveniji s podrobnejšimi raziskavami teh območij
- Izdelave lokalnih ornitoloških atlasov (Ljubljansko barje, Triglavski narodni park, Drava ipd.)
- Zbiranje in dopolnjevanje podatkov Ornitološkega atlasa gnezdilk, izdaja Zimskega ornitološkega atlasa in Rdečega seznama ogroženih vrst ptic
- Vsakoletno štetje prezimujočih vodnih ptic
- Monitoringi ptic

### Izobraževalna dejavnost
- Tabori mladih ornitologov
- Srečanje mladih ornitologov Slovenije
- Naravoslovni dnevi za šolarje
- Izleti in predavanja za splošno javnost
- Ornitološka šola za učitelje
- Mladinski posvet
- Mentorstva za popisovalce ptic

## Srečanja

### Srečanje varuhov bele štorklje
Društvo DOPPS je ob 25-letnici popisovanja bele štorklje v Sloveniji pripravilo srečanje varuhov bele štorklje. Varuhi štorklje so posamezniki, ki skrbijo za štorkljina gnezda, spremljajo potek gnezdenja ali štorkljam kakorkoli pomagajo. Srečanje je potekalo 29. junija 2023 na Griču pri Klevežu.